# Planet Waves
Planet Waves – 14. album studyjny Boba Dylana nagrany w czerwcu i listopadzie 1973 oraz wydany w styczniu 1974.

## Historia i charakter albumu
Chociaż od New Morning upłynęły trzy lata, to Dylan właściwie prawie nic wtedy nie komponował (z wyjątkiem muzyki do filmu). W czerwcu 1973 nagrał swoją nową piosenkę „Forever Young”. Jak sam twierdził, napisał ją jeszcze w Tucson w stanie Arizona, czyli w 1972 r., bo wtedy przebywał w tym stanie.
Inne utwory zostały napisane na miesiąc przed listopadowymi sesjami do albumu.
Latem 1973 r. Robbie Robertson (który zamieszkał w Kalifornii w pobliżu domu Dylana), reszta The Band i Dylan zaczęli rozmowy na temat przygotowania tournée. Wszyscy byli chętni i do października wszystkie stadiony zostały przez nich zarezerwowane. Na początku listopada Dylan i The Band rozpoczęli nagrania do nowego albumu.
Sesje z 1 i 2 listopada były poświęcone zgraniu się, sprawdzeniu nagłośnienia i eksperymentowaniu w celu poznania studia. Na tych sesjach nie był obecny Levon Helm. Jednak spróbowano około ośmiu utworów, z których co najmniej trzy okazały się być bardzo dobrze wykonane: „Nobody 'Cept You”, „Never Say Goodbye” i wersja „The House of the Rising Sun” w aranżacji na cały zespół.
Dwie następne sesje dostarczyły na album aż pięć utworów, a następne – pozostałe utwory.
Ostatecznie nagrano album na zaledwie 8 sesjach, z tego dwie ostatnie poświęcone były tylko miksowaniu.

## Muzycy
Bob Dylan i grupa The Band
- Bob Dylan – gitara, pianino, harmonijka (sesje 1.–8.)
- Robbie Robertson – gitara (sesje 2.–5., 8.)
- Garth Hudson – organy, akordeon (sesje 2.–5., 8.)
- Richard Manuel – pianino, perkusja (sesje 2.–5., 8.)
- Rick Danko – gitara basowa (sesje 2.–5., 8.)
- Levon Helm – perkusja (sesje 3.–5., 8.)

## Sesje nagraniowe
- Sesja 1. w czerwcu – nagranie pokazówki w biurze wydawcy Dylana Ram's Horn Music Publisher, Nowy Jork.

1. Forever Young; Nobody 'Cept You; 2. Never Say Goodbye.
- Sesja 2. 2 listopada – The Village Recorder, Studio B, West Los Angeles, Kalifornia.

1. Instrumentalny; 2. Never Say Goodbye; 3. Never Say Goodbye; 4. Never Say Goodbye; 5. Never Say Goodbye; 6. Never Say Goodbye; 7. Never Say Goodbye; 8. Never Say Goodbye; 9. March Around the Dinner Table (instrumentalny); 10. Dinner (instrumentalny?); 11. Fortepianowy utwór Gartha (instrumentalny?); 12. Crosswind Jamboree (instrumentalny); 13. House of the Risin' Sun; 14. House of the Risin' Sun; 15. Nobody 'Cept You; 16. Crosswind Jamboree (instrumentalny); 17. Forever Young.
- Sesja 3. 5 listopada – The Village Recorders, Studio B, West Los Angeles, Kalifornia.

1. You Angel You; 2. Going, Going, Gone; 3. Forever Young.
- Sesja 4. 6 listopada – Studio B, The Village Recorder, West Los Angeles, Klifornia.

1. On a Night Like This; 2. On a Night Like This; 3. On a Night Like This; 4. On a Night Like This (powolny); 5. On a Night Like This; 6. On a Night Like This; 7. On a Night Like This (szybki); 8. Hazel; 9. Hazel; 10. Hazel; 11. Hazel; 12. Hazel; 13. Krótki jam; 14. Hazel; 15. Hazel; 16. Hazel; 17. Tough Mama; 18. Tough Mama; 19. Tough Mama; 20. Tough Mama; 21. Tough Mama; 22. Tough Mama; 23. Tough Mama; 24. Something There Is About You; 25. Something There Is About You; 26. Something There Is About You.
- Sesja 5. 8 listopada – Studio B, The Village Recorder, West Los Angeles, Kalifornia.

1. Going, Going, Gone; 2. Going, Going, Gone; 3. Going, Going, Gone; 4. On a Night Like This; 5. On a Night Like This; 6. On a Night Like This; 7. Forever Young; 8. Forever Young; 9. Forever Young; 10. Forever Young; 11. Forever Young.
- Sesja 6. 9 lub 10 listopada[q] – Studio B, The Village Recorder, West Los Angeles, Kalifornia.

1. Wedding Song; 2. Adalita; 3. Adalita; 4. Forever Young.
- Sesja 7. 13 listopada – The Village Recorder, West Los Angeles, Kalifornia.

Brak jakichkolwiek danych. Być może The Band zgłosił się tylko po wypłatę za poprzednie sesje nagraniowe.
- Sesja 8. 14 listopada – Studio B, The Village Recorder, West Los Angeles, Kalifornia.

1. Forever Young; 2. Forever Young; 3. Forever Young; 4. Forever Young; 5. Forever Young; 6. Dirge.

## Lista utworów
| 1.  | On a Night Like This         | 2:59  |
|     |                              |       |
| 2.  | Going, Going, Gone           | 3:28  |
|     |                              |       |
| 3.  | Tough Mama                   | 4:16  |
|     |                              |       |
| 4.  | Hazel                        | 2:49  |
|     |                              |       |
| 5.  | Something There Is About You | 4:43  |
|     |                              |       |
| 6.  | Forever Young                | 4:57  |
|     |                              |       |
| 7.  | Forever Young                | 2:48  |
|     |                              |       |
| 8.  | Dirge                        | 5:37  |
|     |                              |       |
| 9.  | You Angel You                | 2:54  |
|     |                              |       |
| 10. | Never Say Goodbye            | 2:53  |
|     |                              |       |
| 11. | Wedding Song                 | 4:42  |
|     |                              |       |
|     |                              | 42:06 |
|     |                              |       |

## Odrzucone utwoy
- House of the Rising Sun
- Nobody 'Cept You[v]
- Forever Young[w]

oraz wersje kompozycji wydanych na albumie.

## Opis albumu
- Producent – Bob Dylan, Robbie Robertson, Rob Fraboni
- Studio, miejsce i data nagrań –

1. sesja: Big Ben Office, Nowy Jork; czerwiec 1973
2. sesja: The Village Recorder Studio B, Los Angeles; 2 listopada 1973
3. sesja: The Village Recorder Studio B, Los Angeles; 5 listopada 1973
4. sesja: The Village Recorder Studio B, Los Angeles; 6 listopada 1973
5. sesja: The Village Recorder Studio B, Los Angeles; 8 listopada 1973
6. sesja: The Village Recorder Studio B, Los Angeles; 9 lub 10 listopada 1973
7. sesja: The Village Recorder Studio B, Los Angeles; 13 listopada 1973
8. sesja: The Village Recorder Studio B, Los Angeles; 14 listopada 1973

- Inżynier – Rob Fraboni
- Asystent – Na Jeffrey
- Specjalny asystent – Robbie Robertson
- Czas – 42 min 12 s
- Fotografie – David Gahr, Joel Bernstein
- Firma nagraniowa – Asylum
- Numer katalogowy – 7E-1003

Wznowienie na cd
- Firma nagraniowa – Columbia
- Numer katalogowy – CK 37637
- Rok wznowienia – 1990

## Listy przebojów

### Album
| Rok  | Lista                          | Pozycja |
| ---- | ------------------------------ | ------- |
| 1974 | Billboard USA. Albumy popowe   | 1       |
| 1974 | Melody Maker WB. Albumy popowe | 7       |